# آلبرت هیستینگز مارخام
دریاسالار سر آلبرت هیستینگز مارخام KCB‏ (Sir Albert Hastings Markham) (زادهٔ ۱۱ نوامبر ۱۸۴۱ – درگذشتهٔ ۲۸ اکتبر ۱۹۱۸)، سیاح، مؤلف و افسر بریتانیایی در نیروی دریایی سلطنتی بود. در سال ۱۹۰۳، او نشان فرماندهٔ شوالیه را از نشان حمام دریافت کرد. همچنین از او برای طراحی پرچم نیوزلند نیز یاد می‌شود.

## خانواده و پس‌زمینه
آلبرت مارخام پنجمین پسر کاپیتان جان مارخام بود که به دلیل بیماری با درجهٔ ستوانی از نیروی دریایی بازنشسته شد. پدربزرگ جان مارخام، ویلیام مارخام، اسقف اعظم یورک بود. آلبرت پسرخاله و دوست نزدیک سر کلمنتز مارخام بود.
آلبرت در باگنرس-دی-بیگور در بخش اوتس-پیرنه، فرانسه متولد شد، جاییکه خانواده‌اش پیش از نقل مکان به مزرعه‌ای در گورنزی، در آنجا زندگی می‌کردند. در سیزده سالگی، آلبرت به لندن فرستاده شد تا با خاله‌اش، همسر دیوید مارخام (کشیش ویندزور از سال ۱۸۲۷ تا ۱۸۵۳) در میدان اونزلو ۴ زندگی کند. او با افرادی همچون کاوشگر و دریابان رابرت فیتزروی و رمان‌نویس ویلیام تاکری همسایه بود.
او تحصیلاتش را در خانه و در آکادمی نیروی دریایی سلطنتی ایستمن گذراند. پدرش برای هزینهٔ تحصیل او کمبود پول داشت و چند صباحی تلاش کرد تا یک افسر نیروی دریایی را برای حمایت از آلبرت برای پذیرش در نیروی دریایی پیدا کند. پدرش فقط زمانی موفق به انجام این کار شد که سن آلبرت از چهارده سالگی گذشته بود، اما خوشبختانه در آن زمان، ادارهٔ نیروی دریایی تصمیم گرفت تا دانشجویان مسن‌تر را نیز پذیرش کند. پسرخالهٔ آلبرت، کلمنتز مارخام که یازده سال از آلبرت بزرگتر بود، نیز پیش از آنکه جغرافی‌دان و کاوشگر شود، به نیروی دریایی پیوسته بود. او تا آخر عمر با پسرخالهٔ خود، آلبرت دوست بود و تأثیر مهمی بر حرفهٔ آلبرت داشت.
آلبرت زمانی که از کلمنتز و همسرش مینا دور بود، کسانی که آنها را تنها خانوادهٔ خود می‌دانست، اغلب بدخلق، تحریک پذیر و تدافعی بود. او به عنوان افسر نیروی دریایی، فردی بسیار وظیفه‌شناس بود که او را وادار می‌کرد تا بارعایت دقیق قوانین و پیروی از مقررات جاری و اعتقادات مذهبی به خدمت بپردازد. او سیگار نمی‌کشید و اگرچه سیگار کشیدن را در موقعیت‌های خاص جایز می‌دانست، اما معتقد بود که سیگار برای افراد ضعیف و سست‌عنصر است و پیپ سیاه ذهن و بدن را تباه می‌کند. او مشروب نمی‌نوشید و با کسانی که این کار را می‌کردند، مخالفت می‌کرد. معاشرت با دیگر افسران برای او دشوار بود. او از تعاملات اجتماعی پایان‌ناپذیر، مهمانی‌ها و نمایش‌های تشریفاتی نیروی دریایی در زمان فراغت از جنگ بیزار بود.
خانوادهٔ مارخام به ایالات متحده مهاجرت کردند و جان مارخام مزرعه‌ای در لاکراس در ایالت ویسکانسین خرید. آلبرت دو بار به دیدن خانواده‌اش رفت و تحت تأثیر آنجا قرار نگرفت. به نظر او قطارها کم‌سرعت، هتل‌ها نامعتبر و همسفران قاتل بودند. با این‌حال، او تحت تأثیر حیات وحش و عظمت درهٔ می‌سی‌سی‌پی قرار گرفت و از او برای شکار به همراه ژنرال مکنزی در سرزمین هند دعوت به عمل آمد. او عاشق شکار انواع جانوران بود. تنها باری که از شکار ابراز انزجار کرد، مربوط به مرگ زجرآور نهنگ‌هایی بود که در سفرهای قطبی مشاهده کرده بود.
در سال ۱۸۹۴، آلبرت با تئودورا گرورز ازدواج کرد و از او یک دختر داشت.

## حرفهٔ دریانوردی

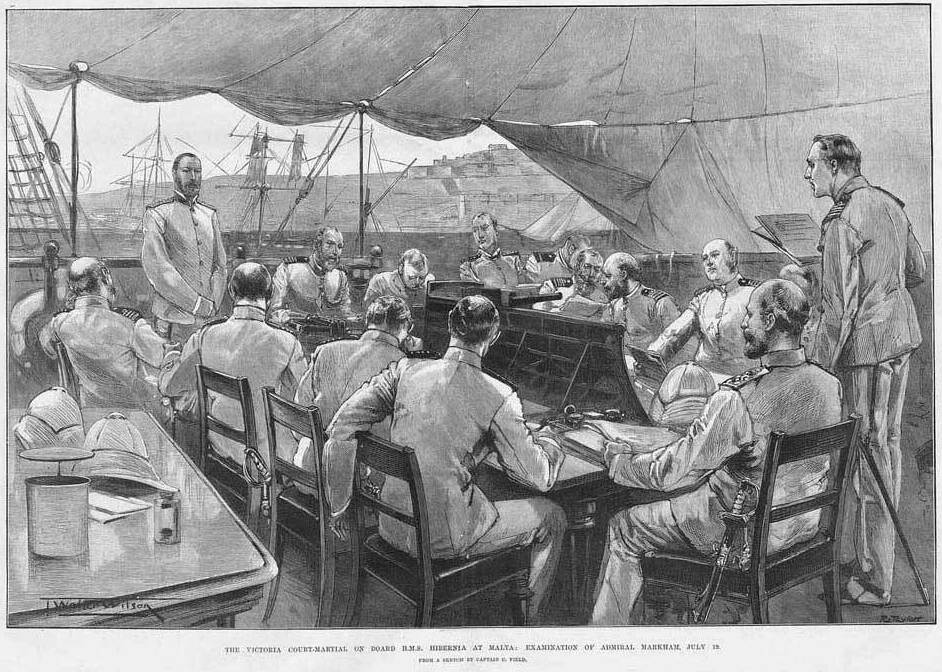
دادگاه نظامی کشتی ویکتوریا در ناوگان اچ‌ام‌اس هیبرنیا در مالت، بازجویی از دریاسالار مارخام، ۱۹ ژوئیه. تصویر برای «اخبار مصور لندن»، ۵ اوت ۱۸۹۳. بر اساس طرحی از کاپیتان سی. فیلد، نیروی دریایی سلطنتی.

مارخام باور زیادی به حرفهٔ دریانوردی نداشت، اما محدودیت‌های این حرفه را در ازای فرصت‌هایی که برای پیشبرد دیگر علایقش برای او فراهم می‌کرد، پذیرفته بود. او توصیه‌هایی که برای پیوستن به نیروی دریایی به او شده بود را دنبال کرد، اگرچه از دریازدگی رنج می‌برد و از رفتارهای خشونت‌آمیز در مجازات‌های نظامی بیزار بود. با این حال، تربیت سخت‌گیرانه‌اش باعث شده بود که نسبت به خویشاوندانش، بهتر بتواند سختی‌های زندگی نیروی دریایی را تحمل کند.
در سال ۱۸۵۶، مارخام در ۱۵ سالگی به نیروی دریایی سلطنتی پیوست و هشت سال اول زندگی کاری خود را در ایستگاه چین گذراند. او بعدها در کشتی‌های اچ‌ام‌اس کامیلا، اچ‌ام‌اس نایجر، اچ‌ام‌اس رتریبیوشن، امپریوز، اچ‌ام‌اس کروماندل و اچ‌ام‌اس سنتور خدمت کرد.
در سال ۱۸۶۲، مارخام به درجهٔ ستوانی ارتقاء یافت. در سال ۱۸۶۴، او به بریتانیا بازگشت و در آنجا در امتحانات نیروی دریایی شرکت نمود و کنار کلمنتز و همسرش مینا ماند، جایی‌که قرار بود به مدت ۳۰ سال تنها خانهٔ دائمی او در انگلستان باشد. او در نوامبر، به جدیدترین کشتی سه عرشه‌ای نیروی دریایی سلطنتی، کشتی اچ‌ام‌اس ویکتوریا، در دریای مدیترانه اعزام شد. زندگی دریانوردی در شرق مدیترانه آن‌قدر خطرناک نبود و معمولاً فقط برای حل و فصل مناقشات نیاز به ورود یک کشتی انگلیسی بود. مارخام در زمان مرخصی‌های خود از ترکیه، مصر، سرزمین مقدس، یونان و جزایر دریای اژه بازدید کرد. به عقیدهٔ بسیاری از افراد، اعزام به ناوگان گشت‌زنی در مدیترانهٔ شرقی نسبت به ناوگان گشت‌زنی در غرب که از فرانسه و ایتالیا بازدید می‌کرد، کمتر خوشایند بود، اما مکان‌های تاریخی موجود در شرق با علایق مارخام مطابقت داشتند. او همیشه بازدیدها و خاطراتش را از مکان‌هایی که می‌رفت، می‌نوشت. یکی از بزرگ‌ترین لذت‌های او، ملاقات با مینا و کلمنتز در ساحل و مشایعت آنها در کاوش‌های باستان‌شناسی بود.
در سال ۱۸۶۸، مارخام به عنوان ستوان اول در کشتی اچ‌ام‌اس بلانچ در ایستگاه استرالیا منصوب شد جاییکه او به سرکوب تجارت غیرقانونی بردگان میان کوئینزلند و جزایر جنوب اقیانوس آرام کمک می‌کرد.
در سال ۱۸۶۹، او طرحی را برای نشان ملی نیوزلند به جورج بوون، فرماندار نیوزلند ارائه کرد. پیشنهاد او که شامل صلیب جنوبی بود، مورد تأیید قرار گرفت و تاکنون نیز مورد استفاده قرار می‌گیرد.
در ۲۹ نوامبر ۱۸۷۲،‏ او به درجهٔ ناخدا دوم ارتقاء یافت و شش سال بعدی را مشغول کاوش در قطب شمال بود.
از سال ۱۸۷۹ تا ۱۸۸۲، او کاپیتان کشتی پیروزی، ناو سرفرماندهی ایستگاه اقیانوس آرام بود. در سال ۱۸۸۳، او به عنوان کاپیتان کشتی اچ‌ام‌اس ورنون، یک آموزشگاه اژدر دریایی در پورتسموث، منصوب شد. از سال ۱۸۸۶ تا ۱۸۸۹، او به عنوان ناخدای اسکادران آموزشی خدمت کرد و در ۱۴ می ۱۸۸۸ به عنوان آجودان مخصوص نیروی دریایی ملکه ویکتوریا منصوب شد. در اول اوت ۱۸۹۱، او به درجهٔ دریادار ارتقاء یافت.

## آثار
مارخام کتاب‌ها و مقالات متعددی دربارهٔ کاوش‌هایش و همچنین دو زندگی‌نامه نوشت. زمانی که از سال ۱۸۷۹ تا ۱۸۸۲ در اقیانوس آرام مستقر بود، فهرستی از مرغان دریایی اقیانوس آرام را تهیه کرد که در سال ۱۸۸۲ توسط پرنده‌شناس هوارد ساندرز منتشر و در سال ۱۸۸۳ توسط آزبرت سالوین تجدید چاپ شد. سالوین به افتخار نقش آلبرت در علم، پرنده‌ای را با نام مرغ طوفان مارخام نام‌گذاری کرد.

## ارجاعات
1. 1 2  Oxford Dictionary of National Biography (Markham, Sir Albert Hastings (1841–1918), naval officer and Arctic explorer), by R N Rudmose Brown, revised by Roger T Stearn
2. 1 2  "Death of Sir A. H. Markham. An Arctic Explorer. Career in the Navy". The Times. 29 October 1918. p. 8.
3. ↑  Burke, Bernard (1879). A genealogical and heraldic history of the landed gentry of Great Britain & Ireland. London, Harrison. p. 1060. Retrieved 19 May 2019.
4. ↑  "Markham, Sir Albert Hastings". Oxford Dictionary of National Biography (online ed.). Oxford University Press. doi:10.1093/ref:odnb/34879. (Subscription or UK public library membership required.)
5. ↑  Hough p.23–24
6. ↑  Hough p.27–28
7. ↑  Hough p. 29-30
8. ↑  Hough p. 25
9. ↑  Hough p.26–27
10. ↑  "Rear-Admiral Sir Albert Hastings Markham, Norfolk Museums and Archeology Service". Archived from the original on 2008-06-02. Retrieved 2008-11-18.
11. ↑  The London Gazette: no. 23924. p.  . 29 November 1872.
12. ↑  The London Gazette: no. 25820. p.  . 25 May 1888.
13. ↑  The London Gazette: no. 26190. p.  . 7 August 1891.
14. ↑  Catalogue details for ADM 196/37, The National Archives, these records include Markham's service record (fee required to view pdf of original record). Retrieved 2008-12-22.